# Paksi FC
Paksi Futball Club – węgierski klub piłkarski z siedzibą w mieście Paks. Obecnie klub uczestniczy w rozgrywkach Nemzeti Bajnokság I.

## Historia

### Chronologia nazw
- 1952: Paksi Kinizsi Sportkör
- 1957: Paksi SE
- 1957: Paksi Kinizsi Sportkör
- 1975: Paksi Sportegyesület (SE) - fuzja z Paksi TSZ SE
- 1993: Paksi SE-ASE II - w wyniku połączenia z Atomerőmű SE jako druga drużyna klubu
- 1998: Paksi SE
- 2006: Paksi Futball Club (FC)
- 2011: MVM-Paks
- 2015: Paksi Futball Club (FC)

### Historia klubu
Klub został założony w 1952 roku jako Paksi Kinizsi Sportkör. Zaczął rozgrywać swe mecze w lidze regionu Tolna. W 1966 r. klub przeniósł się na w pełni trawiaste boisko i trybunami na 500 osób.
W 1970 r. PKS wygrało lokalną ligę i wywalczyło awans do Nemzeti Bajnokság III. W tym roku Paks rozegrał na swoim boisku mecz z FTC, na który przyszło 5000 ludzi.
Po trzech latach gry w III lidze Paks spadł znów do poziomu regionalnego. Jednak w sezonie 1975/76 zdecydowanie wygrał IV ligę wracając do NB III. Do końca trwania komuny Paks grał w NB III, będąc parę razy blisko awansu.
W czerwcu 1993 r. PSE połączyło się z innym zespołem z Paks – Atomerőmű SE. Przez kilka lat budowano w mieście drużynę zdolną do awansu wyżej. W 2001 r. w końcu się udało. Stopniowo wzmacniany zespół po 5 latach wygrał zachodnią grupę NB II i pierwszy raz w historii awansował do ekstraklasy (2006 r.). Debiut wypadł pomyślnie, udało się pewnie utrzymać, zajmując 11. miejsce.

## Osiągnięcia
- Wicemistrzostwo Węgier (2 razy): 2010/2011, 2023/2024
- Puchar Ligi Węgierskiej (1 raz): 2011
- Finał Pucharu Ligi Węgierskiej (1 raz): 2010
- Puchar Węgier (2 razy): 2024, 2025
- Finalista Pucharu Węgier (1 raz): 2022

## Skład na sezon 2021/2022
| Nr | Poz. | Piłkarz               |
| -- | ---- | --------------------- |
| 1  | BR   | Gergely Nagy          |
| 2  | OB   | Ákos Kinyik           |
| 4  | OB   | Nikolasz Kovács       |
| 5  | OB   | Olivér Tamás          |
| 6  | OB   | Norbert Szélpál       |
| 8  | PO   | Balázs Balogh         |
| 11 | OB   | Attila Osváth         |
| 12 | PO   | Gábor Vas             |
| 13 | NA   | Dániel Böde (kapitan) |
| 16 | NA   | Martin Ádám           |
| 18 | PO   | Gergő Gyurkits        |
| 19 | PO   | Barna Kesztyűs        |

| Nr | Poz. | Piłkarz          |
| -- | ---- | ---------------- |
| 20 | NA   | Máté Sajbán      |
| 21 | PO   | Kristóf Papp     |
| 22 | PO   | József Windecker |
| 23 | OB   | Sinan Medgyes    |
| 24 | OB   | Bence Lenzsér    |
| 25 | BR   | Barnabás Simon   |
| 27 | PO   | Bálint Szabó     |
| 28 | PO   | Richárd Nagy     |
| 29 | NA   | Bence Pethő      |
| 30 | OB   | János Szabó      |
| 31 | BR   | Gergő Rácz       |

## Europejskie puchary
Legenda do wszystkich tabel:
- Q – runda eliminacyjna, 1/16, 1/8, 1/4, 1/2 – odpowiednia faza rozgrywek, Grupa – runda grupowa, 1r gr – pierwsza runda grupowa, 2r gr – druga runda grupowa, F – finał, R – runda, PO – play-off
- k. – rzuty karne, los. – losowanie, Dogr. – dogrywka, w. – zasada bramek strzelonych na wyjeździe

| Sezon   | Rozgrywki        | Runda | Przeciwnik         | Dom | Wyjazd | Ogólnie |
| ------- | ---------------- | ----- | ------------------ | --- | ------ | ------- |
| 2011/12 | Liga Europy      | 1Q    | UE Santa Coloma    | 4–0 | 1–0    | 5–0     |
| 2011/12 | Liga Europy      | 2Q    | Tromsø             | 1–1 | 3–0    | 4–1     |
| 2011/12 | Liga Europy      | 3Q    | Hearts             | 1–1 | 1–4    | 2–5     |
| 2024/25 | Liga Europy      | 1Q    | Corvinul Hunedoara | 0–4 | 2–0    | 2–4     |
| 2024/25 | Liga Konferencji | 2Q    | AEK Larnaka        | 3–0 | 2–0    | 5–0     |
| 2024/25 | Liga Konferencji | 3Q    | Mornar Bar         | 3–0 | 2–2    | 5–2     |
| 2024/25 | Liga Konferencji | PO    | FK Mladá Boleslav  | 0–3 | 2–2    | 2–5     |
| 2025/26 | Liga Europy      | 1Q    | CFR Cluj           | 0–0 | 0–3    | 0–3     |
| 2025/26 | Liga Konferencji | 2Q    | NK Maribor         | 1–0 | 1–1    | 1–1     |
| 2025/26 | Liga Konferencji | 3Q    | Polissia Żytomierz | 2–1 | 0–3    | 2–4     |